# The Shepherd of the Hills
The Shepherd of the Hills (bra: O Morro dos Maus Espíritos) é um filme norte-americano de 1941, dos gêneros drama e faroeste, dirigido por Henry Hathaway, com roteiro de Stuart Anthony e Grover Jones baseado no romance homônimo de Harold Bell Wright publicado em 1907.
É a terceira adaptação cinematográfica desse romance e a primeira sonora. Haveria outra em 1964, com Richard Arlen.

## Produção
Uma homenagem à Regra de Ouro, o filme mostra poucas cenas de ação, apesar dos nomes de John Wayne e do diretor Henry Hathaway, e é indicado às pessoas mais espiritualizadas.
No elenco, bastante elogiado pelo crítico Leonard Maltin, sobressaem, além de Wayne, Harry Carey, Betty Field, Beulah Bondi, Marc Lawrence e Marjorie Main.

## Sinopse
Matt Masters, homem das montanhas, deseja matar o próprio pai, que ele não conhece, por ter abandonado a família anos atrás. Seu ódio afeta os vizinhos, acossados por estranhos que tentam tomar suas terras. A chegada do misterioso Daniel Howitt, porém, irá influenciar positivamente a comunidade.

## Elenco
| Ator/Atriz      | Personagem       |
| --------------- | ---------------- |
| John Wayne      | Matt Masters     |
| Beth Field      | Sammy Lane       |
| Harry Carey     | Daniel Howitt    |
| Beulah Bondi    | Tia Mollie       |
| James Barton    | Matthews         |
| Samuel S. Hinds | Andy Beeler      |
| Marjorie Main   | Vovó Becky       |
| Ward Bond       | Wash Gibbs       |
| Marc Lawrence   | Pete             |
| John Qualen     | Coot Royal       |
| Fuzzy Knight    | Senhor Palestrom |
| Tom Fadden      | Jim Lane         |
| Dorothy Adams   | Elvy             |
| Virita Campbell | Baby             |